# Komisja Samorządu Terytorialnego i Administracji Państwowej
Komisja Samorządu Terytorialnego i Administracji Państwowej – komisja parlamentarna wchodząca w skład stałych komisji senackich. Przedmiotem działania komisji są: organizacja i funkcjonowanie struktur  samorządu terytorialnego, rozwój regionalny, finanse samorządu terytorialnego, gospodarka mieniem komunalnym, funkcjonowanie organów administracji państwowej oraz stosunki Państwa z kościołami i związkami wyznaniowymi, zachowanie i rozwój tożsamości kulturowej mniejszości narodowych, etnicznych i językowych oraz ochrona ich praw.

## Prezydium komisjiSenatu XI kadencji
- Zygmunt Frankiewicz (NiS) – przewodniczący,
- Anna Bogucka (PiS) – zastępca przewodniczącego,
- Gustaw Brzezin (TD) – zastępca przewodniczącego,
- Waldy Dzikowski (KO) – zastępca przewodniczącego,
- Wadim Tyszkiewicz (NiS) – zastępca przewodniczącego.

## Prezydium komisji wSenacie X kadencji
- Zygmunt Frankiewicz (KO) – przewodniczący,
- Marek Komorowski (PiS) – zastępca przewodniczącego,
- Wadim Tyszkiewicz (niez.) – zastępca przewodniczącego[1].

## Prezydium komisji wSenacie IX kadencji
- Piotr Zientarski (PO-KO) – przewodniczący,
- Arkadiusz Grabowski (PiS) – zastępca przewodniczącego,
- Andrzej Pająk (PiS) – zastępca przewodniczącego[2].

## Prezydium komisji wSenacie VIII kadencji
- Janusz Sepioł (PO) – przewodniczący,
- Stanisław Iwan (PO) – zastępca przewodniczącego,
- Andrzej Matusiewicz (PiS) – zastępca przewodniczącego[3].

## Prezydium komisji wSenacie VII kadencji
- Mariusz Witczak (PO) – przewodniczący,
- Stanisław Jurcewicz (PO) – zastępca przewodniczącego,
- Władysław Ortyl (PiS) – zastępca przewodniczącego,
- Janusz Sepioł (PO) – zastępca przewodniczącego[4].

## Prezydium komisji wSenacie VI kadencji
- Jerzy Szmit (PiS)  – przewodniczący od 06.07.2006,
- Elżbieta Rafalska (PiS) – przewodnicząca do 06.07.2006,
- Przemysław Alexandrowicz (PiS) – zastępca przewodniczącego,
- Sławomir Sadowski (PiS) – zastępca przewodniczącego,
- Mariusz Witczak (PO) – zastępca przewodniczącego[5].

## Prezydium komisji wSenacie V kadencji
- Zbyszko Piwoński (SLD-UP) – przewodniczący,
- Aleksandra Koszada (SLD-UP) – zastępca przewodniczącego,
- Zbigniew Zychowicz (SLD-UP) – zastępca przewodniczącego[6].

## Prezydium komisji wSenacie IV kadencji
- Mieczysław Janowski (AWS) – przewodniczący,
- Tadeusz Kopacz (AWS) – zastępca przewodniczącego[7].

## Prezydium komisji wSenacie III kadencji
- Adam Woś (PSL) – przewodniczący,
- Zdzisław Jarmużek (SLD) – zastępca przewodniczącego,
- Andrzej Szczepański (SLD) – zastępca przewodniczącego[8].

## Prezydium komisji wSenacie II kadencji
- Jerzy Stępień (POC) – przewodniczący,
- Marek Czemplik (UD) – zastępca przewodniczącego,
- Zbigniew Pusz (WAK) – zastępca przewodniczącego[9].